# Half Hour of Power
Half Hour of Power is de debuut-ep van de Canadese rockband Sum 41. De ep kwam op 27 juni 2000 uit bij het Big Rig Records label (een tak van Island Records) in de Verenigde Staten en bij Aquarius Records in Canada. Velen zien de ep als een studioalbum⁣, maar dat is het niet.
In het boekje wat bij de ep komt, zit een poster en staan de songteksten opgeschreven. Na het uitkomen van de ep volgde een tour waarin Sum 41 onder andere voor bands als Blink-182 in het voorprogramma speelde.
Het nummer "Dave's Possessed Hair/It's What We're All About" is opnieuw opgenomen en uitgekomen als "It's What We're All About" voor de soundtrack van de film Spider-Man uit 2002.
De titel van het nummer "32 Ways to Die" is een referentie naar het nummer "99 Ways to Die" van Megadeth.

## Nummers
| 1.                 | Grab the Devil by the Horns and Fuck Him Up the Ass | 1:06 |
| 2.                 | Machine Gun | 2:29 |
| 3.                 | What I Believe (staat ook op de demo Rock Out with Your Cock Out)                                                                                               | 2:49 |
| 4.                 | T.H.T. | 0:43 |
| 5.                 | Makes No Difference | 3:10 |
| 6.                 | Summer (staat ook op de demo Rock Out with Your Cock Out) | 2:40 |
| 7.                 | 32 Ways to Die | 1:30 |
| 8.                 | Second Chance for Max Headroom | 3:51 |
| 9.                 | Dave's Possessed Hair/It's What We're All About | 3:47 |
| 10.                | Ride the Chariot to the Devil | 0:55 |
| 11.                | Another Time Around (Dit nummer duurt eigenlijk 6:52 met extra stilte zodat de albumduur op 30:00 uitkomt) - (Staat ook op de demo Rock Out with Your Cock Out) | 3:19 |
| Totale duur: 30:00 | |      |

| Nr. | Titel                 | Duur |
| --- | --------------------- | ---- |
| 12. | Makes No Difference   |      |
| 13. | Going Going Gonorrhea |      |

## Betrokkenen

### Sum 41
- Deryck Whibley – zang, slaggitaar, rap op "Dave's Possessed Hair/It's What We're All About"
- Dave Baksh - leadgitaar, achtergrondzang, rap op "Dave's Possessed Hair/It's What We're All About"
- Jason McCaslin – basgitaar, achtergrondzang
- Steve Jocz – drums, rap op "Dave's Possessed Hair/It's What We're All About"

### Aanvullende musici
- Sarah McElcheran, Steven Donald - hoorns op "Second Chance for Max Headroom"
- MC Shan - rap op "It's What We're All About"